# WTA Tour Championships 2010
|  | Denne artikel eller sektion om sport er forældet eller ikke opdateret. Se artiklens diskussionsside eller historik. |

WTA Tour Championships 2010, officielt kendt som Sony Ericsson Championships – Doha 2010, er sæsonens sidste turnering på WTA Tour 2010 og den 41. udgave af WTA Tour Championships. Turneringen afholdes 26. – 31. oktober i Doha, Qatar, og der spilles om titlen i single og double. Som årets bedstplacerede spiller er Caroline Wozniacki topseedet i single. I princippet deltager de otte bedstplacerede spillere og de fire bedstplacerede par, men på grund af skader er der afbud fra Serena og Venus Williams i begge rækker. 
Forsvarende mestre er i single Serena Williams og i double Nuria Llagostera Vives og María José Martínez Sánchez. Ingen af disse kan forsvare titlerne, idet Vives og Sánchez ikke kvalificerede sig.

## Deltagere

### Single
| Singlelisten for året (25. oktober 2010) | Singlelisten for året (25. oktober 2010) | Singlelisten for året (25. oktober 2010) | Singlelisten for året (25. oktober 2010) | Singlelisten for året (25. oktober 2010) |
| Plads                                    | Navn                                     | Point                                    | Turneringer                              | Kvalifikationsdato                       |
| ---------------------------------------- | ---------------------------------------- | ---------------------------------------- | ---------------------------------------- | ---------------------------------------- |
| 1                                        | Caroline Wozniacki                       | 7270                                     | 21                                       | 29. september                            |
| 2                                        | Vera Zvonarjova                          | 6096                                     | 18                                       | 1. oktober                               |
|                                          | Serena Williams                          | 5355                                     | 12                                       | (fodskade)                               |
| 3                                        | Kim Clijsters                            | 5295                                     | 13                                       | 2. oktober                               |
|                                          | Venus Williams                           | 4985                                     | 14                                       | (skadet venstre knæ)                     |
| 4                                        | Francesca Schiavone                      | 4595                                     | 21                                       | 6. oktober                               |
| 5                                        | Samantha Stosur                          | 4572                                     | 18                                       | 6. oktober                               |
| 6                                        | Jelena Janković                          | 4236                                     | 18                                       | 22. oktober                              |
| 7                                        | Jelena Dementjeva                        | 4085                                     | 20                                       | 9. oktober                               |
| 8                                        | Viktoria Azarenka                        | 3935                                     | 20                                       | 20. oktober                              |

De bedst placerede singledeltagere kan ses i tabellen herunder sammen med tidspunktet  for deres sikring af pladsen – for de skadede spilleres vedkommende med angivelse af skaden. De vigtigste resultater for disse spillere var som følger:
Caroline Wozniacki havde sin hidtil bedste sæson,   der sluttede sæsonen på WTA listens førsteplads efter seks turneringssejre i løbet af sæsonen. Blandt sejrene var Rogers Cup og Pilot Pen samt China Open, men 
Vera Zvonarjova havde især succes i sæsonens anden halvdel. Hun vandt kun én titel, men nåede finalen i Wimbledon samt US Open.
Serena Williams vandt to af Grand Slam-turneringerne, Australian Open og Wimbledon, hendes to eneste sejre i året. Efter Wimbledon skar hun sig i foden, hvilket betød fire måneders pause, og hun nåede ikke at blive klar til denne turnering.
Kim Clijsters vandt fire turneringer med US Open som den mest prominente. Venus Williams vandt to turneringer, men fik spoleret efteråret af en knæskade.
Samantha Stosur havde tidligere mest været kendt som doublespiller, men havde koncentreret sig mere om single og haft sin bedste sæson her finalepladser i French Open samt to andre turneringer. I French Open tabte hun til Francesca Schiavone, der ligeledes havde sin bedste sæson i karrieren med yderligere en turneringssejr.
Jelena Janković nåede finalen i to turneringer og vandt en af dem. Jelena Dementjeva nåede fire finaler og vandt to af dem, men havde også en række mindre gode resultater, så hun for første gang siden 2008 blev sendt ud af top ti. Viktoria Azarenka kunne ikke helt holde niveauet fra 2009, men havde dog gode resultater i årets begyndelse, og hun vandt en enkelt turnering og nåede finalen i en anden.
Som reserver til deltagelse i turneringen er de næste fra listen også i Doha; det drejer sig om listens nummer elleve, Li Na, og nummer tretten, Shahar Pe'er (idet også nummer tolv, Justine Henin, er skadet).

### Double
| Doublelisten for året (19. oktober 2009) | Doublelisten for året (19. oktober 2009) | Doublelisten for året (19. oktober 2009) | Doublelisten for året (19. oktober 2009) | Doublelisten for året (19. oktober 2009) |
| Plads                                    | Navne                                    | Point                                    | Turneringer                              | Kvalifikationsdato                       |
| ---------------------------------------- | ---------------------------------------- | ---------------------------------------- | ---------------------------------------- | ---------------------------------------- |
| 1                                        | Gisela Dulko Flavia Pennetta             | 8581                                     | 16                                       | 14. september                            |
| 2                                        | Květa Peschke Katarina Srebotnik         | 6596                                     | 17                                       | 29. september                            |
|                                          | Venus Williams Serena Williams           | 6750                                     | 4                                        | (begge skadede)                          |
| 3                                        | Vania King Jaroslava Sjvedova            | 4978                                     | 10                                       | 7. oktober                               |
| 4                                        | Rennae Stubbs Lisa Raymond               | 5104                                     | 18                                       | 7. oktober                               |

## Turneringen

### Single
De  otte spillere blev opdelt i to grupper, hvor der spilledes alle mod  alle. Første gruppe, kaldet Hvid Gruppe, bestod af Zvonarjova,  Azarenka, Clijsters og Janković, mens Rødbrun Gruppe bestod af Wozniacki, Dementjeva, Schiavone og Stosur.
Når alle kampe er  spillet, går de to bedstplacerede i hver gruppe videre til semifinalen.  Dette bliver afgjort i rækkefølge efter følgende: Flest sejre, bedste  forskel i vundne sæt, flest vundne sæt, bedste forskel i vundne partier,  flest vundne partier.  
I den ene semifinale mødes vinderen af  Hvid Gruppe og toeren fra Rødbrun Gruppe, mens vinderen af Rødbrun  Gruppe møder toeren fra Hvid Gruppe i den anden semifinale. Vinderne af  de to kampe mødes i finalen.

#### Hvid gruppe
26. oktober:
- Vera Zvonarjova (2) – Jelena Janković (6): 6-3, 6-0

27. oktober:
- Vera Zvonarjova (2) – Viktoria Azarenka (8): 7-6, 6-4
- Kim Clijsters (3) – Jelena Janković (6): 6-2, 6-3

28. oktober:
- Kim Clijsters (3) – Viktoria Azarenka (8): 6-4, 5-7, 6-1

29. oktober:
- Vera Zvonarjova (2) – Kim Clijsters (3): 6-4, 7-5
- Viktoria Azarenka (8) – Jelena Janković (6): 6-4, 6-1

Slutstillingen i gruppen blev dermed:
| Hvid gruppe)      | Hvid gruppe) | Hvid gruppe) | Hvid gruppe)   | Hvid gruppe) |
| Navn              | Kampe (V-T)  | Sæt (V-T)    | Partier vundet | Plads        |
| ----------------- | ------------ | ------------ | -------------- | ------------ |
| Vera Zvonareva    | 3-0          | 6-0          | 38-22          | 1            |
| Kim Clijsters     | 2-1          | 4-3          | 38-30          | 2            |
| Viktoria Azarenka | 1-2          | 3-4          | 36-35          | 3            |
| Jelena Janković   | 0-3          | 0-6          | 13-38          | 4            |

#### Rødbrun Gruppe
26. oktober:
- Caroline Wozniacki (1) – Jelena Dementjeva (7): 6-1, 6-1
- Samantha Stosur (5) – Francesca Schiavone (4): 6-4, 6-4

27. oktober:
- Samantha Stosur (5) – Caroline Wozniacki: 6-4, 6-3

28. oktober:
- Jelena Dementjeva (7) – Samantha Stosur (5): 4-6, 6-4, 7-6
- Caroline Wozniacki (1) – Francesca Schiavone (4): 3-6, 6-1, 6-1

29. oktober:
- Francesca Schiavone (4) – Jelena Dementjeva (7): 6-4, 6-2

| Hvid gruppe)        | Hvid gruppe) | Hvid gruppe) | Hvid gruppe)   | Hvid gruppe) |
| Navn                | Kampe (V-T)  | Sæt (V-T)    | Partier vundet | Plads        |
| ------------------- | ------------ | ------------ | -------------- | ------------ |
| Samantha Stosur     | 2-1          | 5-2          | 41-32          | 1            |
| Caroline Wozniacki  | 2-1          | 4-3          | 34-22          | 2            |
| Francesca Schiavone | 1-2          | 3-4          | 28-33          | 3            |
| Jelena Dementjeva   | 1-2          | 2-5          | 25-41          | 4            |

Stosur blev etter i gruppen på grund af bedre sætforskel end Wozniacki.

#### Finalerunde
Semifinalerne bliver spillet 30. oktober
- Vera Zvonarjova (2) –  Caroline Wozniacki (1)
- Samantha Stosur (5) –  Kim Clijsters (3)

Finalen bliver spillet 31. oktober
- Caroline Wozniacki (1) –  Kim Clijsters (3)

### Double
Med  blot fire par i double går man direkte til semifinalerne, der bliver  spillet 30. oktober.
- Gisela Dulko /  Flavia Pennetta (1) –  Vania King /  Jaroslava Sjvedova (3)
- Lisa Raymond /  Rennae Stubbs (3) –  Květa Peschke /  Katarina Srebotnik

Finalen bliver spillet 31. oktober